# Sébastien Des Guidi
Pour les articles homonymes, voir Guidi.
 (mars 2025).
Motif : Deux sources, dont une se réfère à la Légion d'honneur
- Archive Wikiwix
- Bing
- Cairn
- DuckDuckGo
- E. Universalis
- Gallica
- Google
- G. Books
- G. News
- G. Scholar
- Persée
- Qwant
- (zh) Baidu
- (ru) Yandex
- (wd) trouver des œuvres sur Wikidata

| 1. | Préciser le motif de la pose du bandeau. | Précisez le motif de la pose du bandeau en utilisant la syntaxe suivante : {{admissibilité à vérifier\|date=avril 2025\|motif=remplacez ce texte par le motif}}                          |
| 2. | Informer les utilisateurs concernés.     | Pensez à avertir le créateur de l'article, par exemple, en insérant le code ci-dessous sur sa page de discussion : {{subst:avertissement admissibilité à vérifier\|Sébastien Des Guidi}} |

Sébastien-Gaétan-Salvador-Maxime Des Guidi, né le 5 août 1769 à Naples, et mort à Lyon le 27 mai 1863, est un médecin français. Il est considéré comme l'introducteur de l'homéopathie en France.

## Biographie
Après avoir pris part à la République parthénopéenne, Sébastien Des Guidi est fait prisonnier et gracié. Exilé en France, il se rend d'abord à Marseille puis à Lyon. Il est naturalisé français le 11 thermidor an VI.
Il est professeur de mathématiques à Privas en 1801, puis est nommé, par arrêté du 14 décembre 1809, professeur de mathématiques spéciales au lycée Thiers de Marseille. Il devient inspecteur de l'université de Grenoble en 1813, de l'université de Metz en 1815 puis de l'université de Lyon en 1819.
Lors d'un voyage à Naples en 1821, il découvre l'homéopathie à la suite de la guérison de sa femme par le docteur de Romanis par la méthode hannemanienne. Il propage cette pratique dès son retour en France.

## Distinctions
Sébastien Des Guidi est nommé chevalier de la Légion d'honneur le 2 avril 1837.